# Гайнувка (гміна)
Гміна Гайнувка (пол. Gmina Hajnówka) — сільська гміна у східній Польщі. Належить до Гайновського повіту Підляського воєводства.
Станом на 31 грудня 2011 у гміні проживало 4037 осіб.

## Територія
Згідно з даними за 2007 рік площа гміни становила 293.15 км², у тому числі:
- орні землі: 37.00 %
- ліси: 56.00 %

Таким чином, площа гміни становить 18.05 % площі повіту.

## Населення
Станом на 31 грудня 2011:
| Опис     | Загалом | Загалом | Чоловіки | Чоловіки | Жінки | Жінки |
| -------- | ------- | ------- | -------- | -------- | ----- | ----- |
| одиниця  | осіб    | %       | осіб     | %        | осіб  | %     |
| все      | 4037    | 100     | 2008     | 49.74    | 2029  | 50.26 |
| міське   | 0       | 100     | 0        |          | 0     |       |
| сільське | 4037    | 100     | 2008     | 49.74    | 2029  | 50.26 |

## Сусідні гміни
Гміна Гайнівка межує з такими гмінами: Біловежа, Гайнівка, Дубичі Церковні, Нарва, Наровка, Чижі.